# گوزن‌موش‌وارگان
گوزن‌موش‌وارگان (به لاتین: Tragulina) (همچنین به نام گوزن‌موش‌سانان (Traguliformes) نیز شناخته می‌شود) یک فروراسته گونه‌ای از گونه‌های فروراسته جفت‌سم‌سانان است. تنها گوزن‌موش‌ها تا به امروز زنده مانده‌اند، از جمله سرده گوزن‌موش‌ها و گوزن‌موش آبی، همگی در خانواده گوزن‌موشان هستند.

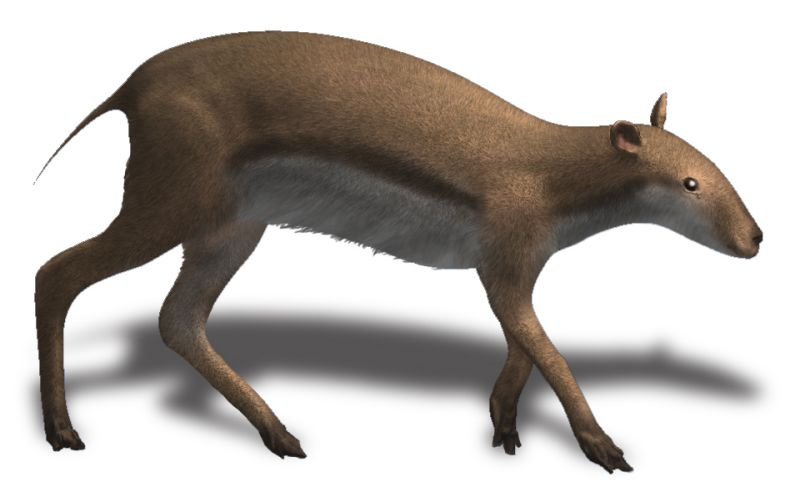
لپتومریکس

گوزن‌موش‌وارگان یک فروراسته در زیرراسته بزرگ‌تر نشخوارکنندگان است و کلاد خواهری فروراسته سرون‌داران است. گوزن‌موش‌وارگان شامل یک خانواده (زنده) گوزن‌موشان، و همچنین چندین خانواده منقرض‌شده است، اگرچه اعضای منقرض‌شده که در حال حاضر در درون Tragulina طبقه‌بندی می‌شوند باعث می‌شوند که آن را پیراتباری در نظر بگیرند.